# Río Yeniséi
El río Yeniséi (en ruso: Енисей) es un largo río de la Rusia asiática o Siberia que fluye en dirección norte a través de las repúblicas de Tuvá y Jakasia, y el krai de Krasnoyarsk hasta desaguar en el golfo homónimo (mar de Kara, océano Ártico). Tiene una longitud de 4093 km, pero contando el sistema fluvial Yeniséi-Angará-lago Baikal-Selengá-Ider alcanza los 5539 km, lo que lo sitúa como el quinto río más largo del mundo, tras el Amazonas, Nilo, Yangtsé y el Misisipi-Misuri. Su cuenca comprende unos 2 580 000 km², la 8.ª del mundo.

## Geografía
El río Yeniséi nace en Kizil (Tuvá), de la confluencia del río Bolshói Yeniséi (Gran Yeniséi) y el río Maly Yeniséi (Pequeño Yeniséi), que provienen de los montes Sayanes Orientales a lo largo de la frontera ruso-mongola, y desemboca en el mar de Kara, océano Ártico, en un estuario de unos 400 km conformado por la bahía de Yeniséi y el golfo de Yeniséi.

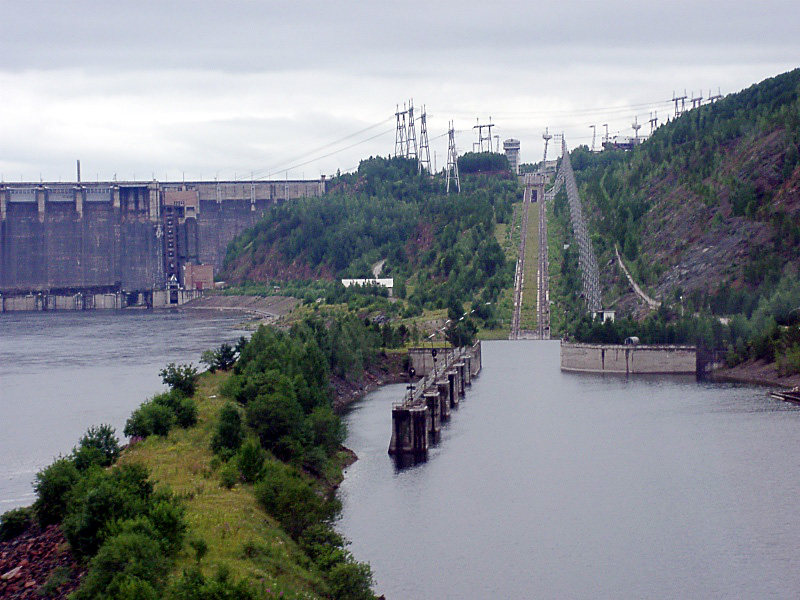
Presa del río Yeniséi en Divnogorsk
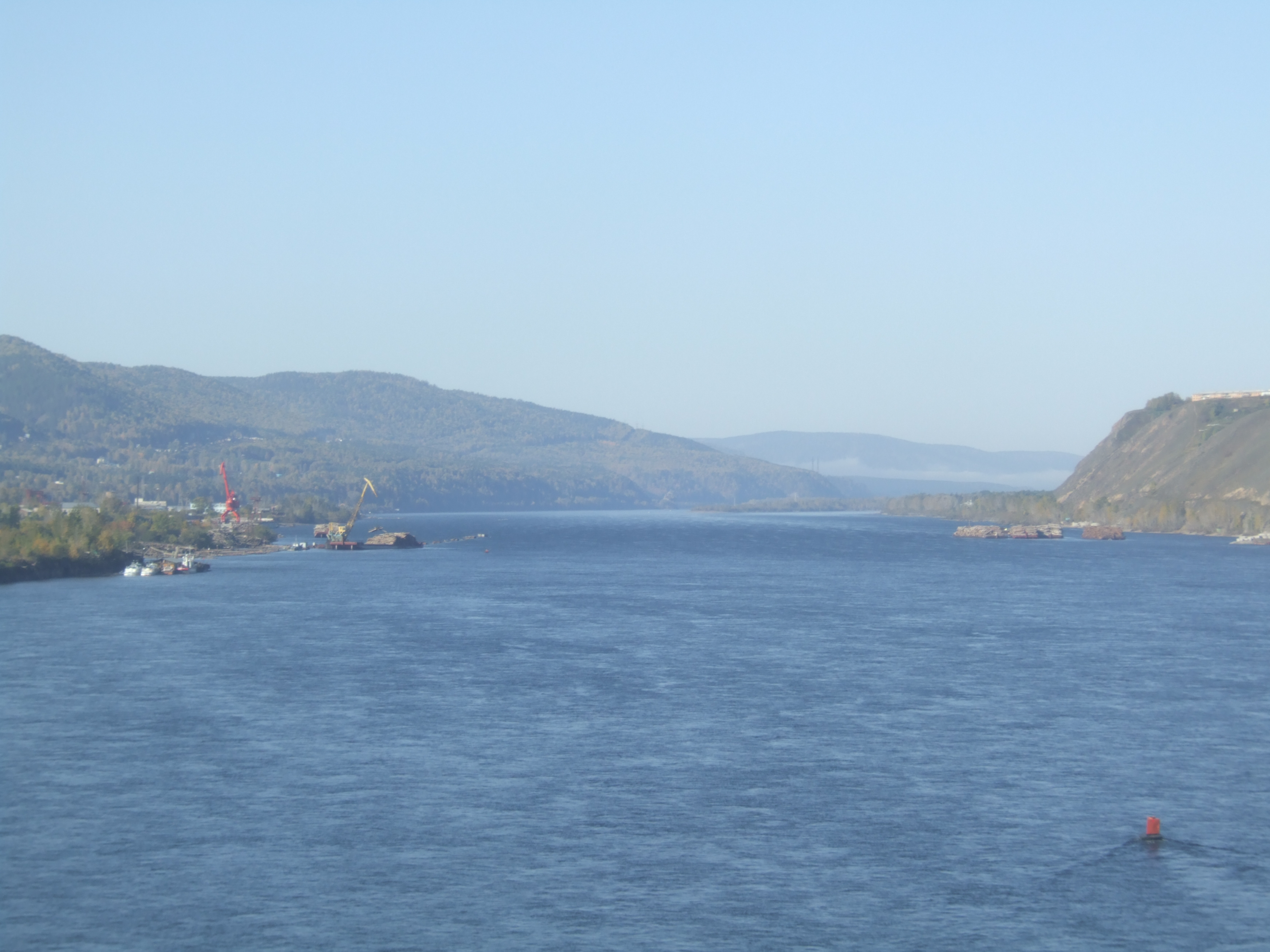
El río Yeniséi a su paso por Krasnoyarsk
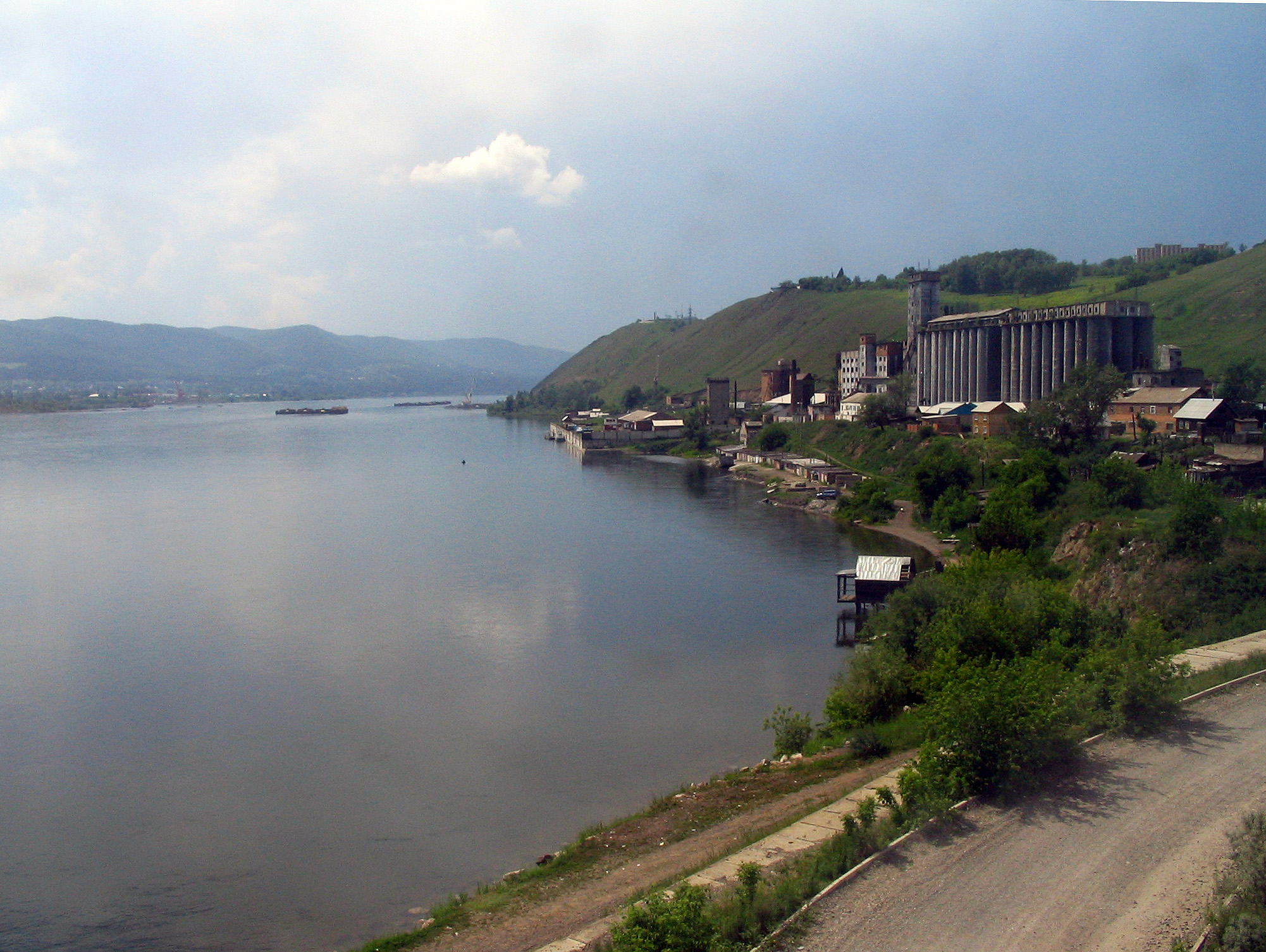
El Yeniséi visto desde el transiberiano, cerca de Krasnoyarsk
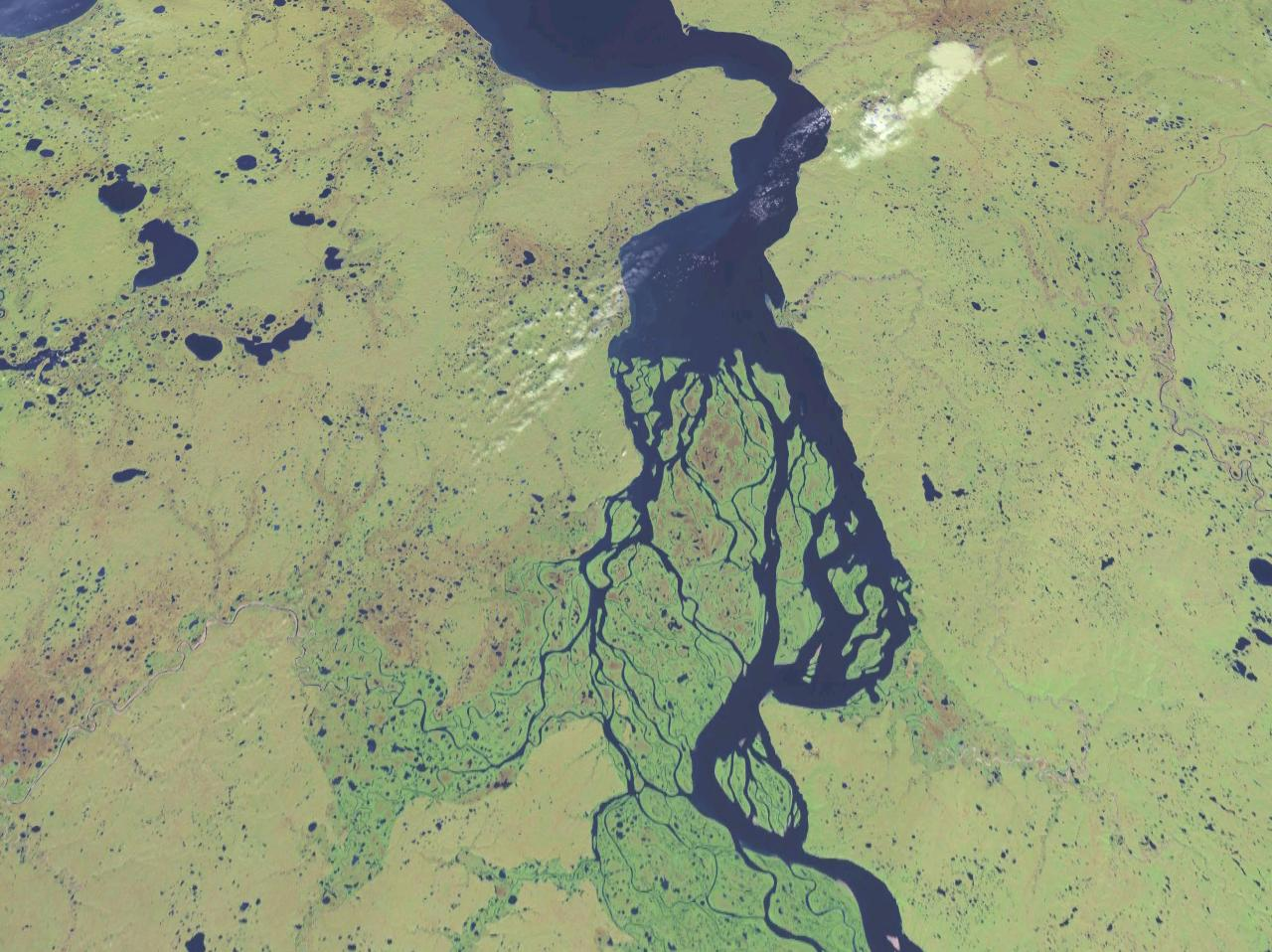
Desembocadura del Yeniséi en el golfo homónimo (mar de Kara)

Sus principales afluentes son: el río Angará, el Tunguska Pedregoso y el Tunguska Inferior; los tres por su margen derecha.
Discurre por el centro de Siberia en dirección sur-norte. La mayor parte del río es navegable, salvo entre noviembre y mayo que permanece helado. Su curso superior es turbulento, lo que ha sido aprovechado para la construcción de centrales hidroeléctricas, destacando las presas de Sayán y Krasnoyarsk.
Las ciudades más importantes por las que discurre el río son Kizil, Shagonar, Sayanogorsk, Abakán, Divnogorsk, Krasnoyarsk, Yeniseisk, Lesosibirsk, Igarka y Dudinka.

## Transcripción del nombre
La transcripción al español más correcta es Yeniséi o, en todo caso, Yenisey, aunque es frecuente encontrar en diversos atlas y textos algunas transcripciones poco correctas: Ienisei, Jenisej o Jenisei.

## Sistema fluvial del río Yeniséi
El sistema fluvial del río Yeniséi es uno de los mayores del mundo, y si se considera el sistema Yeniséi-Angará-Selengá-Ideriín ocupa el 5.º por longitud y el 8.º por área de cuenca. Los principales afluentes del sistema se recogen en la tabla que sigue, ordenados aguas abajo esto, desde la fuente a la desembocadura (la tabla no está completa).
| Ramal | Ramal | Nombre río                                 | Nombre río                                 | Nombre río                                 | Nombre río                                 | Nombre río                                 | Nombre río                                 | Nombre (ruso)        | Desembocadura      | Longitud (km) | Cuenca (km²) | Caudal (m³/s) | Sujeto(s) federal(es)                      | Otro(s) país(es) | Tramo            |
| —     | D     | Río Bolshói Yeniséi (Gran Yeniséi)         | Río Bolshói Yeniséi (Gran Yeniséi)         | Río Bolshói Yeniséi (Gran Yeniséi)         | Río Bolshói Yeniséi (Gran Yeniséi)         | Río Bolshói Yeniséi (Gran Yeniséi)         | Río Bolshói Yeniséi (Gran Yeniséi)         | Большой Енисей       | Yeniséi Superior   | 605           | 56 800       | 592           | República de Tuvá                          | —                | Fuentes          |
| I     | —     | Río Mali Yeniséi (Pequeño Yeniséi)         | Río Mali Yeniséi (Pequeño Yeniséi)         | Río Mali Yeniséi (Pequeño Yeniséi)         | Río Mali Yeniséi (Pequeño Yeniséi)         | Río Mali Yeniséi (Pequeño Yeniséi)         | Río Mali Yeniséi (Pequeño Yeniséi)         | Ма́лый Енисей         | Yeniséi Superior   | 680           | 59 850       | 428           | República de Tuvá                          | Mongolia         | Fuentes          |
| I     | —     | Río Jémchik                                | Río Jémchik                                | Río Jémchik                                | Río Jémchik                                | Río Jémchik                                | Río Jémchik                                | Хемчик               | Yeniséi Superior   | 320           | 27 000       | 119           | República de Tuvá                          | —                | Yeniséi Superior |
| —     | D     | Río Us                                     | Río Us                                     | Río Us                                     | Río Us                                     | Río Us                                     | Río Us                                     | Ус                   | Yeniséi Superior   | 236           | 6880         | 66            | Krai de Krasnoyarsk                        | —                | Yeniséi Superior |
| I     | —     | Río Kanteguir                              | Río Kanteguir                              | Río Kanteguir                              | Río Kanteguir                              | Río Kanteguir                              | Río Kanteguir                              | Кантегир             | Yeniséi Superior   | 180           | 3500         | 55            | República de Tuvá · Krai de Jabárovsk      |                  | Yeniséi Superior |
| —     | D     | Río Oya                                    | Río Oya                                    | Río Oya                                    | Río Oya                                    | Río Oya                                    | Río Oya                                    | Оя                   | Yeniséi Superior   | 240           | 4500         | 63            | Krai de Krasnoyarsk                        | —                | Yeniséi Superior |
| I     | —     | Río Abakán                                 | Río Abakán                                 | Río Abakán                                 | Río Abakán                                 | Río Abakán                                 | Río Abakán                                 | Абака́н               | Yeniséi Superior   | 514           | 32 000       | 400           | Krai de Krasnoyarsk · Krai de Jabárovsk    | —                | Yeniséi Superior |
| —     | D     | Río Tubá                                   | Río Tubá                                   | Río Tubá                                   | Río Tubá                                   | Río Tubá                                   | Río Tubá                                   | Туба                 | Yeniséi Superior   | 119           | 42 600       | 263           | Krai de Krasnoyarsk                        | —                | Yeniséi Superior |
| —     | —     | —                                          | Río Kazyr                                  | Río Kazyr                                  | Río Kazyr                                  | Río Kazyr                                  | Río Kazyr                                  | Казыр                | Río Tubá           | 388           | 20 900       | 317           | Krai de Krasnoyarsk                        | —                | Yeniséi Superior |
| —     | —     | —                                          | —                                          | Río Kizir                                  | Río Kizir                                  | Río Kizir                                  | Río Kizir                                  |                      | Río Kazyr          | 300           | 9170         | 251           | Krai de Krasnoyarsk · Óblast de Irkutsk    | —                | Yeniséi Superior |
| —     | —     | —                                          | Río Amyl                                   | Río Amyl                                   | Río Amyl                                   | Río Amyl                                   | Río Amyl                                   | Амыл                 | Río Tubá           | 400           | 9850         | 215           | Krai de Krasnoyarsk                        | —                | Yeniséi Superior |
| —     | D     | Río Mana                                   | Río Mana                                   | Río Mana                                   | Río Mana                                   | Río Mana                                   | Río Mana                                   | Мана                 | Yeniséi Superior   | 475           | 9260         | 100           | Krai de Krasnoyarsk                        | —                | Yeniséi Superior |
| —     | D     | Río Kan                                    | Río Kan                                    | Río Kan                                    | Río Kan                                    | Río Kan                                    | Río Kan                                    | Кан                  | Yeniséi Superior   | 629           | 36 900       | 291           | Krai de Krasnoyarsk                        | —                | Yeniséi Superior |
| —     | —     | —                                          | Río Agul                                   | Río Agul                                   | Río Agul                                   | Río Agul                                   | Río Agul                                   | Агул                 | Río Kan            | 347           | 11 600       | 136           | Krai de Krasnoyarsk                        | —                | Yeniséi Superior |
| —     | —     | —                                          | Río Kungús                                 | Río Kungús                                 | Río Kungús                                 | Río Kungús                                 | Río Kungús                                 | Кунгус               | Río Agul           | 250           | 3800         | 37,1          | Krai de Krasnoyarsk                        | —                | Yeniséi Superior |
| —     | D     | Río Angará                                 | Río Angará                                 | Río Angará                                 | Río Angará                                 | Río Angará                                 | Río Angará                                 | Ангара               | Río Yeniséi        | 1779          | 1 039 000    | 4950          | Krai de Krasnoyarsk · Óblast de Irkutsk    | —                | Curso medio      |
| —     | —     | —                                          | Río Taséyeva—Chuná                         | Río Taséyeva—Chuná                         | Río Taséyeva—Chuná                         | Río Taséyeva—Chuná                         | Río Taséyeva—Chuná                         | Тасеева              | Río Angará         | 116           | 128 000      | 740           | Krai de Krasnoyarsk                        | —                | Curso medio      |
| —     | —     | —                                          | —                                          | Río Biriusá                                | Río Biriusá                                | Río Biriusá                                | Río Biriusá                                | Бирюса               | Río Taséyeva       | 1012          | 55 800       |               | Krai de Krasnoyarsk · Óblast de Irkutsk    | —                | Curso medio      |
| —     | —     | —                                          | —                                          | —                                          | Río Tagul                                  | Río Tagul                                  | Río Tagul                                  |                      | Río Biriusá        | 300           | 7990         |               | Krai de Krasnoyarsk                        | —                | Curso medio      |
| —     | —     | —                                          | —                                          | —                                          | Río Tumanshet                              | Río Tumanshet                              | Río Tumanshet                              | Туманшет             | Río Biriusá        | 280           | 4580         | 52,6          | Óblast de Irkutsk                          | —                | Curso medio      |
| —     | —     | —                                          | —                                          | Río Chuná                                  | Río Chuná                                  | Río Chuná                                  | Río Chuná                                  |                      | Río Taséyeva       | 1203          | 56 800       |               | Krai de Krasnoyarsk · Óblast de Irkutsk    | —                | Curso medio      |
| —     | —     | —                                          | —                                          | Río Usolka                                 | Río Usolka                                 | Río Usolka                                 | Río Usolka                                 |                      | Río Taséyeva       | 356           | 10 300       |               | Krai de Krasnoyarsk                        | —                | Curso medio      |
| —     | —     | —                                          | Río Kámenka                                | Río Kámenka                                | Río Kámenka                                | Río Kámenka                                | Río Kámenka                                | Каменка              | Río Angará         | 313           | 11 400       | 74            | Krai de Krasnoyarsk                        | —                | Curso medio      |
| —     | —     | —                                          | Río Irkinéyeva                             | Río Irkinéyeva                             | Río Irkinéyeva                             | Río Irkinéyeva                             | Río Irkinéyeva                             | Иркинеева            | Río Angará         | 363           | 13 600       | 47,1          | Krai de Krasnoyarsk                        | —                | Curso medio      |
| —     | —     | —                                          | Río Karabulá                               | Río Karabulá                               | Río Karabulá                               | Río Karabulá                               | Río Karabulá                               | Карабула             | Río Angará         | 210           | 4850         | 11,1          | Óblast de Irkutsk · Krai de Krasnoyarsk    | —                | Curso medio      |
| —     | —     | —                                          | Río Mura                                   | Río Mura                                   | Río Mura                                   | Río Mura                                   | Río Mura                                   | Мура                 | Río Angará         | 330           | 10 800       | 30            | Óblast de Irkutsk · Krai de Krasnoyarsk    | —                | Curso medio      |
| —     | —     | —                                          | Río Kova                                   | Río Kova                                   | Río Kova                                   | Río Kova                                   | Río Kova                                   | Кова                 | Río Angará         | 452           | 11 700       | 46            | Óblast de Irkutsk · Krai de Krasnoyarsk    | —                | Curso medio      |
| —     | —     | —                                          | Río Chádobets                              | Río Chádobets                              | Río Chádobets                              | Río Chádobets                              | Río Chádobets                              | Чадобец              | Río Angará         | 647           | 19 700       | 63            | Krai de Krasnoyarsk · Óblast de Irkutsk    | —                | Curso medio      |
| —     | —     | —                                          | Río Kata                                   | Río Kata                                   | Río Kata                                   | Río Kata                                   | Río Kata                                   | Ката                 | Río Angará         | 300           | 7950         | 46            | Óblast de Irkutsk                          | —                | Curso medio      |
| —     | —     | —                                          | Río Ilim                                   | Río Ilim                                   | Río Ilim                                   | Río Ilim                                   | Río Ilim                                   | Илим                 | Río Angará         | 589           | 30 300       | 139           | Óblast de Irkutsk                          | —                | Curso medio      |
| —     | —     | —                                          | Río Oká                                    | Río Oká                                    | Río Oká                                    | Río Oká                                    | Río Oká                                    | Ока́                  | Río Angará         | 630           | 34 000       | 274           | República de Buriatia · Óblast de Irkutsk  | —                | Curso medio      |
| —     | —     | —                                          | Río Iya                                    | Río Iya                                    | Río Iya                                    | Río Iya                                    | Río Iya                                    | Ия                   | Río Angará         | 512           | 18 100       |               | Óblast de Irkutsk                          | —                | Curso medio      |
| —     | —     | —                                          | Río Bolshaya Bélaya                        | Río Bolshaya Bélaya                        | Río Bolshaya Bélaya                        | Río Bolshaya Bélaya                        | Río Bolshaya Bélaya                        | Большая Белая        | Río Angará         | 359           | 18 000       |               | República de Buriatia · Óblast de Irkutsk  | —                | Curso medio      |
| —     | —     | —                                          | Río Urik                                   | Río Urik                                   | Río Urik                                   | Río Urik                                   | Río Urik                                   | Урик                 | Río Angará         | 250           | 3300         | 41            | República de Buriatia · Óblast de Irkutsk  | —                | Curso medio      |
| —     | —     | —                                          | Río Málaya Bélaya                          | Río Málaya Bélaya                          | Río Málaya Bélaya                          | Río Málaya Bélaya                          | Río Málaya Bélaya                          | Малая Белая          | Río Angará         | 240           | 5100         | 70            | República de Buriatia · Óblast de Irkutsk  | —                | Curso medio      |
| —     | —     | —                                          | Río Kitói                                  | Río Kitói                                  | Río Kitói                                  | Río Kitói                                  | Río Kitói                                  | Китой                | Río Angará         | 316           | 9190         | 115           | República de Buriatia · Óblast de Irkutsk  | —                | Curso medio      |
| —     | —     | —                                          | Río Irkut                                  | Río Irkut                                  | Río Irkut                                  | Río Irkut                                  | Río Irkut                                  | Иркут                | Río Angará         | 488           | 15 000       | 140           | República de Buriatia · Óblast de Irkutsk  | —                | Curso medio      |
| —     | —     | —                                          | Lago Baikal                                | Lago Baikal                                | Lago Baikal                                | Lago Baikal                                | Lago Baikal                                | Озеро Байкал         | Río Angará         | —             | —            | —             | República de Buriatia · Óblast de Irkutsk  | —                | Curso medio      |
| —     | —     | —                                          | —                                          | Río Angará Superior                        | Río Angará Superior                        | Río Angará Superior                        | Río Angará Superior                        |                      | Lago Baikal        | 438           | 21 400       | 265           | República de Buriatia                      | —                | Curso medio      |
| —     | —     | —                                          | —                                          | Río Barguzín                               | Río Barguzín                               | Río Barguzín                               | Río Barguzín                               | Баргузин             | Lago Baikal        | 480           | 21 100       | 130           | República de Buriatia                      | —                | Curso medio      |
| —     | —     | —                                          | —                                          | —                                          | Río Ina                                    | Río Ina                                    | Río Ina                                    | Ина                  | Río Barguzín       | 220           | 4600         | 40            | República de Buriatia                      | —                | Curso medio      |
| —     | —     | —                                          | —                                          | Río Turka                                  | Río Turka                                  | Río Turka                                  | Río Turka                                  | Турка                | Lago Baikal        | 240           | 5200         | 50            | República de Buriatia                      | —                | Curso medio      |
| —     | —     | —                                          | —                                          | Río Selengá                                | Río Selengá                                | Río Selengá                                | Río Selengá                                | Селенга              | Lago Baikal        | 1024          | 447 000      | 310           | República de Buriatia                      | Mongolia         | Curso medio      |
| —     | —     | —                                          | —                                          | —                                          | Río Udá                                    | Río Udá                                    | Río Udá                                    | Уда                  | Río Selengá        | 467           | 34 700       |               | República de Buriatia                      | —                | Curso medio      |
| —     | —     | —                                          | —                                          | —                                          | —                                          | Río Judún                                  | Río Judún                                  | Худун                | Río Udá            | 210           | 7800         | 12,7          | República de Buriatia                      | —                | Curso medio      |
| —     | —     | —                                          | —                                          | —                                          | Río Jilok                                  | Río Jilok                                  | Río Jilok                                  | Хилок                | Río Selengá        | 840           | 38 500       |               | República de Buriatia · Krai de Zabaikalie | —                | Curso medio      |
| —     | —     | —                                          | —                                          | —                                          | Río Chikói                                 | Río Chikói                                 | Río Chikói                                 | Чикой                | Río Selengá        | 769           | 46 200       | 263           | República de Buriatia · Krai de Zabaikalie | Mongolia         | Curso medio      |
| —     | —     | —                                          | —                                          | —                                          | —                                          | Río Menza                                  | Río Menza                                  | Менза                | Río Chikói         | 337           | 13 800       |               | Krai de Zabaikalie                         | Mongolia         | Curso medio      |
| —     | —     | —                                          | —                                          | —                                          | Río Témnik                                 | Río Témnik                                 | Río Témnik                                 |                      | Río Selengá        | 314           | 5480         |               | República de Buriatia                      | —                | Curso medio      |
| —     | —     | —                                          | —                                          | —                                          | Río Dzhidá                                 | Río Dzhidá                                 | Río Dzhidá                                 | Джида o Хилок        | Río Selengá        | 558           | 23 500       |               | República de Buriatia                      | —                | Curso medio      |
| —     | —     | —                                          | —                                          | —                                          | Río Orjón                                  | Río Orjón                                  | Río Orjón                                  | Орхон гол            | Río Selengá        | 1124          | 132 835      | 96            | —                                          | Mongolia         | Curso medio      |
| —     | —     | —                                          | —                                          | —                                          | —                                          | Río Tuul                                   | Río Tuul                                   | Туул гол             | Río Orjón          | 704           | 49 840       |               | —                                          | Mongolia         | Curso medio      |
| —     | —     | —                                          | —                                          | —                                          | Río Eg (o Egiin Gol)                       | Río Eg (o Egiin Gol)                       | Río Eg (o Egiin Gol)                       | Эгийн гол            | Río Selengá        | 475           | 49 100       |               | —                                          | Mongolia         | Curso medio      |
| —     | —     | —                                          | —                                          | —                                          | Río Üür                                    | Río Üür                                    | Río Üür                                    | Үүрийн гол           | Río Selengá        | 331           | 12 300       |               | —                                          | Mongolia         | Curso medio      |
| —     | —     | —                                          | —                                          | —                                          | Río Janui                                  | Río Janui                                  | Río Janui                                  | Хануйн гол           | Río Selengá        | 421           | 14 620       |               | —                                          | Mongolia         | Curso medio      |
| —     | —     | —                                          | —                                          | —                                          | Río Ider                                   | Río Ider                                   | Río Ider                                   | Идэрийн гол          | Río Selengá        | 452           | 24 555       |               | —                                          | Mongolia         | Curso medio      |
| —     | —     | —                                          | —                                          | —                                          | —                                          | Río Chulut                                 | Río Chulut                                 |                      | Río Ider           | 415           | 10 750       |               | —                                          | Mongolia         | Curso medio      |
| —     | —     | —                                          | —                                          | —                                          | Río Delgermörön (o Mörön gol)              | Río Delgermörön (o Mörön gol)              | Río Delgermörön (o Mörön gol)              | Дэлгэрмөрөн          | Río Selengá        | 445           | 29 640       | 35            | —                                          | Mongolia         | Curso medio      |
| —     | D     | Río Bolshói Pit                            | Río Bolshói Pit                            | Río Bolshói Pit                            | Río Bolshói Pit                            | Río Bolshói Pit                            | Río Bolshói Pit                            | Большой Пит          | Río Yeniséi        | 415           | 21 700       | 240           | Krai de Krasnoyarsk                        | —                | Curso inferior   |
| I     | —     | Río Kas                                    | Río Kas                                    | Río Kas                                    | Río Kas                                    | Río Kas                                    | Río Kas                                    | Кас                  | Río Yeniséi        | 464           | 11 200       | 65            | Krai de Krasnoyarsk                        | —                | Curso inferior   |
| I     | —     | Río Sym                                    | Río Sym                                    | Río Sym                                    | Río Sym                                    | Río Sym                                    | Río Sym                                    | Сым                  | Río Yeniséi        | 694           | 31 600       | 175           | Krai de Krasnoyarsk                        | —                | Curso inferior   |
| —     | D     | Tunguska Pedregoso (Podkámennaya Tunguska) | Tunguska Pedregoso (Podkámennaya Tunguska) | Tunguska Pedregoso (Podkámennaya Tunguska) | Tunguska Pedregoso (Podkámennaya Tunguska) | Tunguska Pedregoso (Podkámennaya Tunguska) | Tunguska Pedregoso (Podkámennaya Tunguska) | Подкаменная Тунгуска | Río Yeniséi        | 1865          | 240 000      | 1650          | Krai de Krasnoyarsk                        | —                | Curso inferior   |
| —     | —     | —                                          | Río Velmó                                  | Río Velmó                                  | Río Velmó                                  | Río Velmó                                  | Río Velmó                                  | Вельмо               | Tunguska Pedregoso | 504           | 33 800       | 380           | Krai de Krasnoyarsk                        | —                | Curso inferior   |
| —     | —     | —                                          | —                                          | Río Teya                                   | Río Teya                                   | Río Teya                                   | Río Teya                                   | Тея                  | Río Velmó          | 245           | 9000         | 68,3          | Krai de Krasnoyarsk                        | —                | Curso inferior   |
| —     | —     | —                                          | Río Chunya-Chuna del Norte                 | Río Chunya-Chuna del Norte                 | Río Chunya-Chuna del Norte                 | Río Chunya-Chuna del Norte                 | Río Chunya-Chuna del Norte                 | Чуня                 | Tunguska Pedregoso | 908           | 70 500       | 435           | Krai de Krasnoyarsk                        | —                | Curso inferior   |
| —     | —     | —                                          | —                                          | Río Chunku Superior                        | Río Chunku Superior                        | Río Chunku Superior                        | Río Chunku Superior                        | Верх. Чунку          | Río Chunya         |               |              |               | Krai de Krasnoyarsk                        | —                | Curso inferior   |
| —     | —     | —                                          | —                                          | Río Tychany                                | Río Tychany                                | Río Tychany                                | Río Tychany                                | Тычаны               | Río Chunya         |               |              |               | Krai de Krasnoyarsk                        | —                | Curso inferior   |
| —     | —     | —                                          | Río Kamo                                   | Río Kamo                                   | Río Kamo                                   | Río Kamo                                   | Río Kamo                                   | Камо                 | Tunguska Pedregoso | 339           | 14 500       |               | Krai de Krasnoyarsk                        | —                | Curso inferior   |
| —     | —     | —                                          | Río Tetere                                 | Río Tetere                                 | Río Tetere                                 | Río Tetere                                 | Río Tetere                                 | Тэтэрэ               | Tunguska Pedregoso | 486           | 13 700       |               | Krai de Krasnoyarsk · Óblast de Irkutsk    | —                | Curso inferior   |
| —     | —     | —                                          | Río Kátanga                                | Río Kátanga                                | Río Kátanga                                | Río Kátanga                                | Río Kátanga                                |                      | Tunguska Pedregoso |               |              |               | Krai de Krasnoyarsk                        | —                | Curso inferior   |
| I     | —     | Río Yeloguy                                | Río Yeloguy                                | Río Yeloguy                                | Río Yeloguy                                | Río Yeloguy                                | Río Yeloguy                                | Елогуй               | Río Yeniséi        | 464           | 25 100       | 150           | Krai de Krasnoyarsk                        | —                | Curso inferior   |
| —     | D     | Río Bajtá                                  | Río Bajtá                                  | Río Bajtá                                  | Río Bajtá                                  | Río Bajtá                                  | Río Bajtá                                  | Бахта́                | Río Yeniséi        | 498           | 35 500       | 270           | Krai de Krasnoyarsk                        | —                | Curso inferior   |
| —     | D     | Tunguska Inferior (Nízhnyaya Tunguska)     | Tunguska Inferior (Nízhnyaya Tunguska)     | Tunguska Inferior (Nízhnyaya Tunguska)     | Tunguska Inferior (Nízhnyaya Tunguska)     | Tunguska Inferior (Nízhnyaya Tunguska)     | Tunguska Inferior (Nízhnyaya Tunguska)     | Нижняя Тунгуска-     | Río Yeniséi        | 2989          | 473 000      | 3600          | Krai de Krasnoyarsk · Óblast de Irkutsk    | —                | Curso inferior   |
| —     | —     | —                                          | Río Sévernaya                              | Río Sévernaya                              | Río Sévernaya                              | Río Sévernaya                              | Río Sévernaya                              | Северная             | Tunguska Inferior  | 336           | 23 600       | 195           | Krai de Krasnoyarsk                        | —                | Curso inferior   |
| —     | —     | —                                          | Río Yerachimo                              | Río Yerachimo                              | Río Yerachimo                              | Río Yerachimo                              | Río Yerachimo                              | Ерачимо              | Tunguska Inferior  | 180           | 9100         | 139           | Krai de Krasnoyarsk                        | —                | Curso inferior   |
| —     | —     | —                                          | Río Tutonchana                             | Río Tutonchana                             | Río Tutonchana                             | Río Tutonchana                             | Río Tutonchana                             | Тутончана            | Tunguska Inferior  | 459           | 16 800       |               | Krai de Krasnoyarsk                        | —                | Curso inferior   |
| —     | —     | —                                          | Río Uchami                                 | Río Uchami                                 | Río Uchami                                 | Río Uchami                                 | Río Uchami                                 | Учами                | Tunguska Inferior  | 466           | 21 000       |               | Krai de Krasnoyarsk                        | —                | Curso inferior   |
| —     | —     | —                                          | Río Taimura                                | Río Taimura                                | Río Taimura                                | Río Taimura                                | Río Taimura                                | Таймура              | Tunguska Inferior  | 454           | 32 500       | 87,6          | Krai de Krasnoyarsk                        | —                | Curso inferior   |
| —     | —     | —                                          | Río Vivi                                   | Río Vivi                                   | Río Vivi                                   | Río Vivi                                   | Río Vivi                                   | Виви                 | Tunguska Inferior  | 426           | 28 500       |               | Krai de Krasnoyarsk                        | —                | Curso inferior   |
| —     | —     | —                                          | Río Yambukán                               | Río Yambukán                               | Río Yambukán                               | Río Yambukán                               | Río Yambukán                               | Ямбукан              | Tunguska Inferior  |               |              |               | Krai de Krasnoyarsk                        | —                | Curso inferior   |
| —     | —     | —                                          | Río Nidym                                  | Río Nidym                                  | Río Nidym                                  | Río Nidym                                  | Río Nidym                                  | Нидым                | Tunguska Inferior  | 379           | 14 500       |               | Krai de Krasnoyarsk                        | —                | Curso inferior   |
| —     | —     | —                                          | Río Kochechum                              | Río Kochechum                              | Río Kochechum                              | Río Kochechum                              | Río Kochechum                              | Кочечум              | Tunguska Inferior  | 733           | 96 400       |               | Krai de Krasnoyarsk                        | —                | Curso inferior   |
| —     | —     | —                                          | —                                          | Río Turu                                   | Río Turu                                   | Río Turu                                   | Río Turu                                   | Туру                 | Río Kocecum        |               |              |               | Krai de Krasnoyarsk                        | —                | Curso inferior   |
| —     | —     | —                                          | —                                          | Río Tembenchi                              | Río Tembenchi                              | Río Tembenchi                              | Río Tembenchi                              | Тембенчи             | Río Kocecum        | 571           | 21 600       | 252           | Krai de Krasnoyarsk                        | —                | Curso inferior   |
| —     | —     | —                                          | —                                          | Río Embenchime                             | Río Embenchime                             | Río Embenchime                             | Río Embenchime                             | Эмбенчимэ            | Río Kocecum        |               |              |               | Krai de Krasnoyarsk                        | —                | Curso inferior   |
| —     | —     | —                                          | Río Ilimpeya                               | Río Ilimpeya                               | Río Ilimpeya                               | Río Ilimpeya                               | Río Ilimpeya                               | Илимпея              | Tunguska Inferior  | 611           | 17 400       |               | Krai de Krasnoyarsk                        | —                | Curso inferior   |
| —     | —     | —                                          | Río Eyka                                   | Río Eyka                                   | Río Eyka                                   | Río Eyka                                   | Río Eyka                                   | Ейка                 | Tunguska Inferior  | 400           | 18 900       |               | Krai de Krasnoyarsk                        | —                | Curso inferior   |
| —     | —     | —                                          | Río Bolshaya Yerioma                       | Río Bolshaya Yerioma                       | Río Bolshaya Yerioma                       | Río Bolshaya Yerioma                       | Río Bolshaya Yerioma                       | Большая Ерёма        | Tunguska Inferior  | 411           | 13 500       |               | Krai de Krasnoyarsk                        | —                | Curso inferior   |
| —     | —     | —                                          | Río Nepa                                   | Río Nepa                                   | Río Nepa                                   | Río Nepa                                   | Río Nepa                                   | Непа                 | Tunguska Inferior  | 683           | 19 100       | 20            | Óblast de Irkutsk                          | —                | Curso inferior   |
| I     | —     | Río Turuján                                | Río Turuján                                | Río Turuján                                | Río Turuján                                | Río Turuján                                | Río Turuján                                | Турухан              | Yeniséi            | 639           | 35 800       | 370           | Krai de Krasnoyarsk                        | —                | Curso inferior   |
| —     | —     | —                                          | Río Baicha Inferior                        | Río Baicha Inferior                        | Río Baicha Inferior                        | Río Baicha Inferior                        | Río Baicha Inferior                        |                      | Río Turuján        | 608           | 8070         |               | Krai de Krasnoyarsk                        | —                | Curso inferior   |
| I     | —     | Río Kem'                                   | Río Kem'                                   | Río Kem'                                   | Río Kem'                                   | Río Kem'                                   | Río Kem'                                   | Кемь                 | Yeniséi            | 356           | 8940         |               | Krai de Krasnoyarsk                        | —                | Curso inferior   |
| —     | D     | Río Kureika                                | Río Kureika                                | Río Kureika                                | Río Kureika                                | Río Kureika                                | Río Kureika                                | Курейка              | Yeniséi            | 888           | 44 700       | 664           | Krai de Krasnoyarsk                        | —                | Curso inferior   |
| —     | D     | Río Kanthai                                | Río Kanthai                                | Río Kanthai                                | Río Kanthai                                | Río Kanthai                                | Río Kanthai                                | Курейка              | Río Yeniséi        | 174           | 30 700       | 595           | Krai de Krasnoyarsk                        | —                | Curso inferior   |
| I     | —     | Río Bolshaya Jeta                          | Río Bolshaya Jeta                          | Río Bolshaya Jeta                          | Río Bolshaya Jeta                          | Río Bolshaya Jeta                          | Río Bolshaya Jeta                          | Большая Хета         | Río Yeniséi        | 646           | 20 700       | 211           | Krai de Krasnoyarsk                        | —                | Curso inferior   |